# Prefettura autonoma lisu di Nujiang
La prefettura autonoma lisu di Nujiang (in cinese: 怒江傈僳族自治州, pinyin: Nùjiāng Lìsùzú Zìzhìzhōu) è una prefettura autonoma della provincia dello Yunnan, in Cina.
La prefettura ha questo nome perché il gruppo etnico più consistente tra la popolazione è quello dei lisu, mentre Nujiang è il nome cinese del Saluen, il grande fiume che la attraversa.

## Geografia antropica

### Suddivisioni amministrative
La prefettura lisu di Nujiang comprende una città-contea, una Contea e due contee autonome:
| Mappa | #                                       | Nome                 | Hanzi                            | Pinyin                              | Tipologia |
| ----- | --------------------------------------- | -------------------- | -------------------------------- | ----------------------------------- | --------- |
|       |                                         |                      |                                  |                                     |           |
| 1     | Lushui                                  | 泸水县级市           | Lúshuǐ Xiànjíshì                 | Città con status di contea          |           |
| 2     | Contea di Fugong                        | 福贡县               | Fúgòng Xiàn                      | Contea                              |           |
| 3     | Contea autonoma derung e nu di Gongshan | 贡山独龙族怒族自治县 | Gòngshān dúlóngzú nùzú Zìzhìxiàn | Contea autonoma dei derung e dei nu |           |
| 4     | Contea autonoma bai e pumi di Lanping   | 兰坪白族普米族自治县 | Lánpíng báizú pǔmǐzú Zìzhìxiàn   | Contea autonoma dei bai e dei pumi  |           |